# 李簡
李 簡（り かん、生没年不詳）は、中国三国時代の人物。
魏の狄道県長を務めていたが、蜀漢に密書を送り、降伏を願い出る。254年（魏の嘉平6年/蜀漢の延熙17年）、蜀漢の姜維らが狄道に出陣すると、李簡は城中の官民を率いてこれを出迎えた。
姜維はさらに進軍して襄武の地を包囲し、この迎撃に出た徐質を撃ち破って、帰還した（狄道の戦い）。